# Iglesia de Santa María (Cerredo)
La iglesia de Santa María de Cerredo en el concejo de Degaña (Principado de Asturias, España) es un ejemplo de iglesia rural de pequeña dimensión del occidente asturiano. Se encuentra ubicada en el núcleo primitivo del pueblo, en un pequeño cerro, por lo que el edificio debe adaptarse al declive del terreno y de ahí que a simple vista se observe la inclinación del edificio.

## Historia
Este templo tiene una larga historia constructiva, que va del siglo XIV (cabecera del templo) al siglo XVIII. Su elemento más destacado es el artesonado de tradición mudéjar, localizado en la cubierta de madera de la nave y que presenta decoración tallada y pintada en rojo y negro, con motivos geométricos, vegetales y astronómicos, siendo uno de los pocos ejemplos existentes en Asturias de este tipo de decoración.

## Descripción
La iglesia es de pequeñas dimensiones. Cuenta con planta rectangular de nave única, capilla abovedada en el muro del lado del Evangelio, arco de triunfo apuntado y cabecera cuadrangular que se cubre con bóveda de cañón apuntado y que comunica con una sacristía adyacente en el lado izquierdo. Además, posee un vestíbulo a los pies y un pórtico lateral. La iluminación es bastante escasa, limitándose a dos pequeños vanos en un muro de la nave y otro en el presbiterio.
La cubierta de la nave podría considerarse el elemento de mayor interés de la construcción, al tratarse de un artesonado que sigue la tradición mudéjar y que constituye un singular tipo de arte poco común en Asturias. Se trata de una cubierta de madera en forma de artesa de par y nudillo, cuya armadura es de sección trapezoidal con parejas de vigas apoyadas en nudillos y reforzada por dobles tirantes o pontones colocados horizontalmente, que unen los extremos de la cubierta. Sobre los pares se coloca la tablazón, que se recorre los bordes con dientes de sierra; los artesones reciben la decoración tallada y pintada en rojo y negro, con motivos geométricos, vegetales y astronómicos.

### Exterior
En el exterior se pueden apreciar con claridad el juego que producen los diferentes volúmenes colocados a distinta altura. El frontispicio se corona por una esbelta espadaña con dos huecos de arco de medio punto recercados con sillar donde se colocan las campanas; tiene ángulos pétreos a soga y tizón, que contrastan con el muro enfoscado, y cubre a dos aguas con losas de pizarra. Los muros de la iglesia están realizados mampostería y sillarejo, actualmente enfoscados y pintados en blanco, donde aparecen a la vista los esquinales de piedra a soga y tizón, mientras que en arcos, vanos y puertas de acceso se emplean sillares pétreos. Los tejados cubren a distintas vertientes con losas de pizarra, reparadas y sustituidas después de la restauración; la nave, el presbiterio y la capilla de la Milagrosa emplean la cubierta a dos aguas, mientras que el porche, el pórtico y la sacristía lo hacen a una vertiente, que responde a esquemas de tipo popular, como el sistema de apoyo en machones y pies derechos de madera rematados en zapatas y cubierta de madera con tejado de losas de pizarra, sistema utilizado de forma habitual en la zona.